# Чикагская школа социологии
Чикагская школа социологии (другое название Чикагская школа человеческой экологии) — группа социологов Чикагского университета, работавшая в первой половине XX века. Для школы характерны применение количественных подходов в исследовании и строгой методологии анализа данных, а также акцент на проблемах социологии города.

## Направления исследований
Возникновение чикагской школы социологии было связано с взрывным ростом населения американских городов во второй половине девятнадцатого — начале двадцатого столетия. Так Чикаго из небольшого поселения в 1840 г. (с населением 4470 человек) стал крупным городом с населением около 500 тыс. человек в 1880. Через десять лет его население выросло до одного миллиона, и в 1930 г. — до 3,5 млн человек.
Методология чикагских социологов с формализированным и систематическим подходом к отбору и анализу данных создавалась в значительной степени под влиянием германской науки. Влияние Зиммеля на чикагскую школу связано с именем Роберта Парка, обучавшегося у немецкого ученого в Берлине. Бёрджесс, Парк и Вирт способствовали переводу работ Зиммеля на английский язык.
Исследователи школы рассматривали город как лабораторию по изучению социальных взаимодействий.
В 1925 году Парк и Бёрджес в работе «Город» (The City) подвергли рассмотрению девиантное поведение в условиях роста городов.
Социологи школы проводили исследования влияния миграционных процессов на социальную структуру города, складывание городских этнических гетто. Уильям Томас и Флориан Знанецкий в исследованиях проводившихся между 1918—1920 годах с позиции социальной психологии анализировали процессы адаптации польских крестьян-иммигрантов к новой для них урбанистической среде американских городов. Ими было введено понятие социальной дезорганизации. Социальная дезорганизация — это «ослабление влияния существующих социальных правил поведения на индивидуальных членов группы» Чикагская школа одной из первых обратила внимание на феномен городской пространственной сегрегации.
Среди социологов чикагской школы выделяется направление символического интеракционизма (Джордж Герберт Мид) делавшее акцент на применение идей социальной психологии к исследованию социальных процессов.
Либеральная социология развивалась преимущественно в США. Важнейшее значение в этом процессе сыграла Чикагская школа. Ярче всего принципы либеральной идеологии проявляются у первого поколения этой школы, которая ставила перед собой задачу, с одной стороны, дать либеральный ответ на вызовы, сформулированные марксизмом и марксистской социологией, а с другой, воспрепятствовать на практике тому, чтобы марксистские прогнозы относительно обострения классовых противоречий сбылись бы в масштабе достаточном, чтобы поставить под угрозу существование капиталистической системы. В этой озабоченности чикагцев практической политикой выражалась глубокая идеологичность всего этого направления. Более того, представители чикагской школы активно взаимодействовали с администрацией города Чикаго, убеждая её активно и системно использовать социологию для противодействия социальной нестабильности и предупреждения классовых трений.
Основоположником чикагской школы был А. Смолл (1854—1926), первый в США профессор социологии. Базовым сырьевым материалом социального процесса является, по Смоллу, деятельность группы. Групповая деятельность основывается на элементарных человеческих интересах, и неизбежный конфликт этих интересов придает динамику социальному процессу. Формируя концепцию социального конфликта, Смолл опирался на работы К. Маркса, экономиста А. Вагнера (1835—1917), социологов Шеффле (1831—1903), Гумпловича. В то же время он полагал, что конфликты могут быть урегулированы, а анархии можно избежать, если они протекают под авторитетным контролем государства, выносящего третейские решения относительно групповых антагонизмов.
В этом подходе мы видим основополагающую черту американского либерализма — апелляцию к государству в качестве инстанции, способной смягчить классовые и групповые противоречия через проведение сбалансированной политики, не нарушающей при этом основные принципы свободы рынка и не ограничивающей либерализм, но заинтересованной в сохранении общей системы через пристальное внимание к каждому конкретному случаю социального дисбаланса или институциональной дисфункции. Одним из инструментов такой упреждающей или гасящий классовые трения деятельности государства чикагские социологи считали сближение социологии с государственным управлением. С марксистской точки зрения, такая социология могла бы быть названа «штрейкбрехерской», что получило в истории социологии специальное название — «хоторнский эффект» (знаменитая история, когда группа социологов, — в частности, основатель индустриальной социологии Элтон Мейо, — внедренная для изучения общественного мнения в коллектив рабочих, вызвала активные протесты с их стороны после того, как они распознали в деятельности социологов исполнение заказа владельцев, ведущее в перспективе к увеличению трудовых затрат, к ущемлению экономического благополучия, прав и свобод рабочих, как они это понимали). 
Со Смоллом тесно сотрудничали прагматист Джон Дьюи, интеракционист Джордж Герберт Мид, институционалист Торстейн Веблен.
Г. Осипов справедливо замечает:

Первое поколение Чикагской школы — Смолл, Винсент, Томас, Хендерсон утвердили либерализм в качестве основной социально-философской доктрины социологической школы. Либерализм понимается в США как идеологическая ориентация, основанная на вере в значение свободы и благосостояния индивида, а также на вере в возможность социального прогресса и улучшения качества жизни с помощью изменений и инноваций в социальной организации общества. Чикагская школа развивала корпоративную разновидность либерализма, суть которой состоит в убеждении, что без политического регулирования экономической жизни капитализм будет разрушен классовыми конфликтами. Чикагская школа выступила против неограниченной экспансии капиталистического господства, на цивилизованность, рациональность форм такого господства.
Типология индивидуума и социальная ситуация
Так как индивидуума стоит в центре всего социологического метода либерализма, закономерно, что именно ему в либеральной социологии уделялось основное внимание. Пристальное внимание к индивидууму и к микроситуациям, в которых он оказывается (так называемое «case studies» — изучение конкретного случая), характерно и для других представителей чикагской школы — в первую очередь — Уильяма Томаса (1863—1947) и Флориана Знанецкого (1882—1958).
У. Томас сформулировал концепцию социальной ситуации, которую он делил на три важнейшие составные части:
1) объективные условия, заложенные в существующих социальных теориях и ценностях;
2) установки индивида и социальной группы;
3) формулирование существа ситуации действующим индивидуумом.
В совместной работе со Знанецким Томас детально исследовал именно систему социальных установок и показал, что конфликты и социальная дезинтеграция с необходимостью возникают в случаях, когда индивидуальные определения ситуации личностью не совпадают с групповыми ценностями. В этом мы видим классический мотив либерализма, объясняющий социальные дисфункции через конфликт индивидуального начала социальным.
Томас выделял четыре группы побудительных желаний человека, играющих ведущую роль в определении его поведения:
• необходимость нового опыта, 
• обеспечение безопасности, стабильности своего образа жизни, 
• потребность в признании себя со стороны окружения и
• жажда господства над своим окружением.
Индивидуальную конфигурацию этих желаний он связывал с врожденными особенностями человека, прежде всего с его темпераментом. Здесь мы имеем дело с попыткой психологического объяснения постоянства индивидуума через его врожденные психологические свойства — в данном случае, через «темперамент».
Отсюда уже один шаг до типологии индивидуумов, построенной на признании у них фиксированных свойств.
«Томас и Знанецкий строят эту типологию на анализе механизмов социальной адаптации.
Согласно их теории, есть три основных типа
• обывательский (мещанский) тип — он характерен традиционностью своих установок; 
• богемный тип — он отличается нестойкими и мало связанными установками при общей высокой степени адаптации; 
• творческий тип — наиболее значимый для социального прогресса, способный на порождение изобретений и инноваций.
Знанецкий ввел в социологию понятие человеческого коэффициента, означающее личностно значимый аспект человеческого опыта данного индивидуума. Его учет, по Знанецкому, обязателен при анализе деятельности личности и означает её понимание социальной ситуации». 

## Представители
Наиболее видные представители первой чикагской школы: Нелс Андерсон (Nels Anderson), Эрнст Берджесс (Ernest Burgess), Рут Шонл Кэйван (Ruth Shonle Cavan), Франклин Фрэйзир (E. Franklin Frazier), Эверет Хьюз (Everett Hughes), Родерик Макензи (Roderick D. McKenzie), Джордж Герберт Мид, Роберт Парк, Вальтер Реклис (Walter C. Reckless), Эдвин Сатерленд, Уильям Томас, Фредерик Трэшер (Frederic Thrasher), Луис Вирт, Флориан Витольд Знанецкий.
В 1950-х годах формируется второе поколение чикагской школы социологии, ядром которой стали Говард Беккер, Ирвинг Гофман, Ансельм Страусс, Гари Файн (Gary Fine) и другие.